# Juillet 2017
Juillet 2017 est le 7e mois de l'année 2017.

## Évènements
- En Asie du Sud, ce mois est marqué par d'importantes inondations.
- 24 juin au 8 juillet : élections législatives en Papouasie-Nouvelle-Guinée.
- 1er juillet :
  - célébration du 150e anniversaire du Canada ;
  - l'Inde met en place une taxe sur la valeur ajoutée unifiée sur l'ensemble de ses États et territoires.
- Du 1er au 23 juillet : Tour de France.
- 2 juillet : le G5 Sahel décide la création d'une force militaire conjointe transfrontalière.
- 2 au 12 juillet : 41e session du Comité du patrimoine mondial.
- 3 juillet : discours d’Emmanuel Macron, président de la République française, sur les grands axes du quinquennat devant le Congrès réuni à Versailles.
- 5 juillet :
  - Les Vieilles Canailles donnent leur 17e et dernier concert de la tournée à Carcassonne qui fut le tout dernier concert de Johnny Hallyday qui meurt 5 mois après.
  - un après près de trois années de combats contre divers groupes djihadistes, l'Armée nationale libyenne s'empare de la totalité de la ville de Benghazi ;
  - à Caracas, un colectivo pro-Maduro prend en otage 350 députés, journalistes et fonctionnaires au sein du Parlement pendant 9 heures[1],[2].
- 7 juillet :
  - élection présidentielle en Mongolie (2e tour), Khaltmaagiyn Battulga est élu ;
  - l’Assemblée générale des Nations unies vote le traité sur l’interdiction des armes nucléaires.
- 7 et 8 juillet : sommet du G20 à Hambourg en Allemagne.
- 9 juillet : le gouvernement irakien déclare avoir remporté la bataille de Mossoul.
- 10 juillet : mort d'un enfant palestinien (Mustafa Nour) tué par les soldats israéliens : début de la crise de l'esplanade des Mosquées à Jérusalem
- 10 juillet : écrasement du Lockheed KC-130T de l'US Marine Corps aux États-Unis.
- 11 juillet : le CIO décide d'attribuer les Jeux olympiques de 2024 et de 2028 à Paris et à Los Angeles dans un ordre restant à définir.
- 12 juillet :
  - l'ancien président brésilien Lula da Silva est condamné en première instance à neuf ans et demi de prison pour corruption dans le cadre du scandale Petrobras ;
  - un iceberg géant de plus de 6 000 km2 se détache de la barrière de glace Larsen C en Antarctique ; il s'agit d'un des plus grands icebergs observés de mémoire d'homme[3] ;
  - au cours d'une opération d'envergure, la police turque arrête 233 membres présumés de l’État Islamique dans 29 provinces turques différentes, et en abat 5 à Konya[4].
  - le porte-conteneurs Kea Trader, lancé à pleine vitesse, s’échoue sur un récif en Nouvelle-Calédonie.
  - Le navigateur français Francis Joyon à bord de son voilier Idec Sport bat son propre record de la traversée de l'Atlantique Nord en solitaire en 5 jours, 2 heures et 7 minutes[5].
- 15 juillet :
  - des échauffourées entre supporters au Stade Demba-Diop à Dakar au Sénégal provoquent l'effondrement d'un mur et une bousculade qui tuent 8 personnes et en blessent 60[6].
  - Tennis : Roger Federer (simple hommes) remporte le Tournoi de Wimbledon 2017, en établissant un nouveau record de victoires.
  - Le navigateur français Thomas Coville à bord de son voilier Sodebo Ultim bat le record de la traversée de l'Atlantique Nord en solitaire en 4 jours 11 heures 10 minutes[7].
- 16 juillet :
  - référendum symbolique de l'opposition au Venezuela.
  - Tennis : Garbiñe Muguruza (simple femmes)  remporte le Tournoi de Wimbledon 2017.
- 16 et 30 juillet : élections législatives en république du Congo.
- 17 juillet :
  - élection présidentielle en Inde ;
  - conférence nationale des territoires en France.
- 18 juillet :
  - élections législatives aux Bermudes ;
  - le dirigeant séparatiste Alexandre Zakhartchenko, Premier ministre de la république populaire de Donetsk au cours de la guerre du Donbass, proclame unilatéralement la création de l’État de Malorossia, sans reconnaissance sur la scène internationale[8] ;
- 19 juillet :
  - élection présidentielle au Haut-Karabagh ;
  - France : démission du chef d'État-Major des Armées, le général Pierre de Villiers.
- 20 juillet :
  - grève générale de l'opposition au Venezuela ; le seuil des cent morts au cours des manifestations contre Maduro est dépassé ;
  - plusieurs polices américaines et européennes annoncent la fermeture d'AlphaBay et d'Hansa, deux sites importants du dark web de revente de drogues, d'armes, de codes de cartes bancaires et de faux papiers[9].
- 21 juillet : séisme en mer Égée qui touche des îles grecques.
- 22 juillet :
  - élections législatives au Timor oriental ;
  - au Venezuela, l'organisation d'opposition MUD nomme 33 magistrats afin de créer une cour suprême parallèle au Tribunal suprême de justice ; l'un des magistrats nommés, Angel Zerpa Aponte, est arrêté le jour même par le service de renseignement vénézuélien, le SEBIN[10],[11],[12].

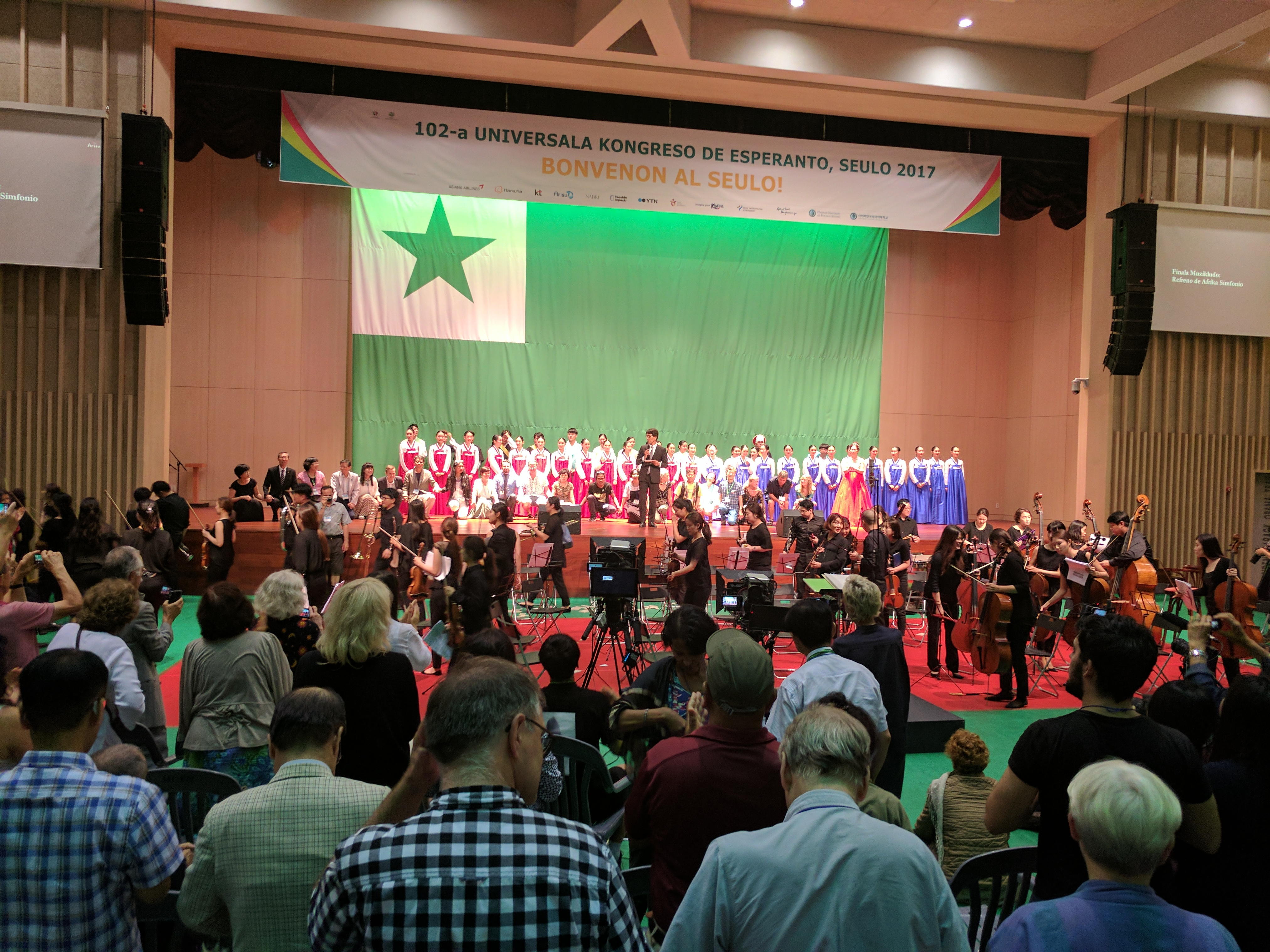
congrès mondial d'espéranto

- 22 au 29 juillet : le 102e congrès mondial d'espéranto se tient à Séoul. Il est suivi par des participants venus de 64 pays et a pour thème « Tourisme et évolution : des remèdes au développement durable ».
- 24 juillet :
  - un attentat à Lahore (Pakistan) fait au moins 26 morts[13] ;
  - à Istanbul en Turquie, ouverture du procès de 19 employés et journalistes du quotidien d'opposition Cumhuriyet, accusés par le gouvernement turc de « soutenir » ou d’être « membres d’une organisation terroriste »[14].
- 25 juillet : une attaque de Boko Haram contre une mission pétrolière près de Magumeri (Nigeria) fait 50 morts[15].
- 26 juillet : élections législatives à Sainte-Hélène.
- 26 et 27 juillet : deuxième grève générale au Venezuela ; deux autres magistrats de la cour suprême parallèle, Jesus Rojas Torres et Zuleima Gonzalez, sont arrêtés par le SEBIN[16].
- 28 juillet :
  - le premier ministre du Pakistan Nawaz Sharif est destitué par la Cour suprême pour évasion fiscale ;
  - une attaque au couteau fait 1 mort et plusieurs blessés à Hambourg (Allemagne)[17].
- 30 juillet :
  - élections législatives au Sénégal ;
  - élections constituantes au Venezuela.